# كاناكو تاتينو
كاناكو تاتينو (باليابانية: 立野香菜子) مواليد 4 يناير 1981، هي مؤدية أصوات يابانية.

## الأعمال

### مسلسلات أنمي تلفزيونية
- كابتن ماجد
- إيرغو بروكسي
- ون بيس

### أوفا
- إير

## وصلات خارجية
- كاناكو تاتينو على موقع IMDb (الإنجليزية)
- كاناكو تاتينو على موقع ميوزك برينز (الإنجليزية)
- كاناكو تاتينو على موقع قاعدة بيانات الفيلم (الإنجليزية)
- كاناكو تاتينو على موقع ANN person (الإنجليزية)